# Smart Money
Smart Money (Brasil: As Mulheres Enganem Sempre / Portugal: Dinheiro Fácil) é um filme norte-americano de 1931, do gênero policial, dirigido por Alfred E. Green e estrelado por Edward G. Robinson e James Cagney.
Após o êxito de Little Caesar, estrelado por Edward G. Robinson, e The Public Enemy, estrelado por James Cagney, a Warner Bros. decidiu reuni-los a fim de de obter outro sucesso. Esta foi a única vez em que os dois astros trabalharam juntos.
Boris Karloff, não creditado, aparece rapidamente como um jogador.

## Sinopse
Barbeiro do interior, de origem grega, Nick Venizelos se acha um grande jogador. Um dia arruma as malas e se dirige à cidade grande acompanhado do irmão Jack. Infelizmente, Nick tem uma queda por louras, que acabam por roubá-lo e traí-lo. A polícia não está feliz com as atividades de Nick, mas só parte para cima dele quando ele mata Jack em um lamentável acidente. Condenado à prisão por homicídio culposo, o antes jovial Nick passa a ver a vida de forma mais sóbria.

## Premiações
| Patrocinador                                  | Prêmio | Categoria                | Situação |
| --------------------------------------------- | ------ | ------------------------ | -------- |
| Academia de Artes e Ciências Cinematográficas | Oscar  | Melhor História Original | Indicado |

## Elenco
| Ator/Atriz          | Personagem              |
| ------------------- | ----------------------- |
| Edward G. Robinson  | Nick Venizelos          |
| James Cagney        | Jack                    |
| Evalyn Knapp        | Irene Graham            |
| Ralf Harolde        | Sam Dorminhoco          |
| Noel Francis        | Marie                   |
| Margaret Livingston | Namorada do promotor    |
| Maurice Black       | Barbeiro grego          |
| Paul Porcasi        | Alexander Amenoppopolus |